# Gent-Wevelgem 2017
De wielerwedstrijd Gent-Wevelgem werd gehouden op zondag 26 maart 2017 onder de benaming Gent-Wevelgem in Flanders Fields. Het volledige programma omvatte wedstrijden voor de mannen (elite, U23, U19 en U17) en voor vrouwen (elite, U23 en U19). 

## Mannen Elite
Bij de mannen was het de 79e editie. De renners reden een wedstrijd van Deinze naar Wevelgem. De wedstrijd maakte deel uit van de UCI World Tour 2017 en van de Vlaamse Wielerweek. Titelverdediger was de Slowaak Peter Sagan.

### Deelnemende ploegen
| 18 UCI World Tour-ploegen | 18 UCI World Tour-ploegen | 18 UCI World Tour-ploegen | 7 wildcards                  |
| ------------------------- | ------------------------- | ------------------------- | ---------------------------- |
| AG2R La Mondiale          | Dimension Data            | Orica-Scott               | Sport Vlaanderen-Baloise     |
| Astana                    | FDJ                       | Quick-Step Floors         | Wanty-Groupe Gobert          |
| Bahrein-Merida PCT        | Katjoesja Alpecin         | Sky                       | Veranda's Willems-Crelan     |
| BMC Racing Team           | LottoNL-Jumbo             | Sunweb                    | WB Veranclassic-Aqua Protect |
| BORA-hansgrohe            | Lotto Soudal              | Trek-Segafredo            | Roompot-Nederlandse Loterij  |
| Cannondale-Drapac         | Movistar                  | UAE Team Emirates         | Cofidis                      |
|                           |                           |                           | Israel Cycling Academy       |
|                           |                           |                           |                              |

### Uitslag
| Gent-Wevelgem 2017 |                          |                              |          |
| Plaats             | Naam                     | Ploeg                        | Tijd     |
| Winnaar            | Greg Van Avermaet        | BMC Racing Team              | 5u39'00" |
| 2                  | Jens Keukeleire          | Orica-Scott                  | z.t.     |
| 3                  | Peter Sagan              | BORA-hansgrohe               | + 5"     |
| 4                  | Niki Terpstra            | Quick-Step Floors            | z.t.     |
| 5                  | John Degenkolb           | Trek-Segafredo               | z.t.     |
| 6                  | Tom Boonen               | Quick-Step Floors            | z.t.     |
| 7                  | Jens Debusschere         | Lotto Soudal                 | z.t.     |
| 8                  | Michael Matthews         | Team Sunweb                  | z.t.     |
| 9                  | Fernando Gaviria         | Quick-Step Floors            | z.t.     |
| 10                 | Sacha Modolo             | UAE Team Emirates            | z.t.     |
| 11                 | Maxime Vantomme          | WB Veranclassic-Aqua Protect | z.t.     |
| 12                 | Bert Van Lerberghe       | Sport Vlaanderen-Baloise     | z.t.     |
| 13                 | Sonny Colbrelli          | Bahrein-Merida               | z.t.     |
| 14                 | Juraj Sagan              | BORA-hansgrohe               | z.t.     |
| 15                 | Christophe Laporte       | Cofidis                      | z.t.     |
| 16                 | Søren Kragh Andersen     | Team Sunweb                  | z.t.     |
| 17                 | Sam Bennett              | BORA-hansgrohe               | z.t.     |
| 18                 | Jos van Emden            | Team LottoNL-Jumbo           | z.t.     |
| 19                 | Edward Theuns            | Trek-Segafredo               | z.t.     |
| 20                 | Guillaume Van Keirsbulck | Wanty-Groupe Gobert          | z.t.     |

## Vrouwen Elite
De wedstrijd was bij de vrouwen aan zijn 6de editie toe en maakte deel uit van de UCI Women's World Tour 2017 in de categorie 1.WWT. De startplaats lag in Boezinge (Ieper), de aankomstplaats in Wevelgem. Titelverdedigster was de Nederlandse Chantal Blaak. Haar opvolger werd de Finse Lotta Lepistö, die de woensdag ervoor ook al Dwars door Vlaanderen won.

### Deelnemende ploegen
| UCI-teams                          | UCI-teams                   |
| ---------------------------------- | --------------------------- |
| Alé Cipollini                      | Lensworld-Kuota             |
| Astana Women's Team                | Lotto Soudal Ladies         |
| BePink                             | Orica-Scott                 |
| Bizkaia-Durango                    | Parkhotel Valkenburg-Destil |
| Boels Dolmans                      | SAS–Macogep                 |
| BTC City Ljubljana                 | Servetto Giusta             |
| Canyon-SRAM                        | Sport Vlaanderen-Guill D'or |
| Cervélo-Bigla                      | Team Sunweb                 |
| Cylance Pro Cycling                | Team VéloCONCEPT            |
| Drops Cycling Team                 | Top Girls Fassa Bortolo     |
| FDJ Nouvelle-Aquitaine Futuroscope | Wiggle High5                |
| Hitec Products                     | WM3 Pro Cycling             |
| Lares-Waowdeals                    |                             |

### Uitslag
| Plaats  | Naam                      | Ploeg               | Tijd     |
| ------- | ------------------------- | ------------------- | -------- |
| Winnaar | Lotta Lepistö             | Cervélo-Bigla       | 3u53'54" |
| 2       | Jolien D'Hoore            | Wiggle High5        | z.t.     |
| 3       | Coryn Rivera              | Team Sunweb         | z.t.     |
| 4       | Marta Bastianelli         | Alé Cipollini       | z.t.     |
| 5       | Lisa Brennauer            | Canyon-SRAM         | z.t.     |
| 6       | Maria Giulia Confalonieri | Lensworld-Kuota     | z.t.     |
| 7       | Alice Barnes              | Drops Cycling Team  | z.t.     |
| 8       | Chantal Blaak             | Boels Dolmans       | z.t.     |
| 9       | Elena Cecchini            | Canyon-SRAM         | z.t.     |
| 10      | Sheyla Gutiérrez          | Cylance             | z.t.     |
| 11      | Gracie Elvin              | Orica-Scott         | z.t.     |
| 12      | Tatiana Guderzo           | Lensworld-Kuota     | z.t.     |
| 13      | Olga Zabelinskaya         | BePink Cogeas       | z.t.     |
| 14      | Annemiek van Vleuten      | Orica-Scott         | z.t.     |
| 15      | Hannah Barnes             | Canyon-SRAM         | z.t.     |
| 16      | Lotte Kopecky             | Lotto Soudal Ladies | z.t.     |
| 17      | Anouska Koster            | WM3 Pro Cycling     | z.t.     |
| 18      | Arlenis Sierra            | Astana Women's Team | z.t.     |
| 19      | Katarzyna Niewiadoma      | WM3 Pro Cycling     | z.t.     |
| 20      | Janneke Ensing            | Alé Cipollini       | z.t.     |

1934 · 1935 · 1936 · 1937 · 1938 · 1939 · 1940 · 1941 · 1942 · 1943 · 1944 · 1945 · 1946 · 1947 · 1948 · 1949 · 1950 · 1951 · 1952 · 1953 · 1954 · 1955 · 1956 · 1957 · 1958 · 1959 · 1960 · 1961 · 1962 · 1963 · 1964 · 1965 · 1966 · 1967 · 1968 · 1969 · 1970 · 1971 · 1972 · 1973 · 1974 · 1975 · 1976 · 1977 · 1978 · 1979 · 1980 · 1981 · 1982 · 1983 · 1984 · 1985 · 1986 · 1987 · 1988 · 1989 · 1990 · 1991 · 1992 · 1993 · 1994 · 1995 · 1996 · 1997 · 1998 · 1999 · 2000 · 2001 · 2002 · 2003 · 2004 · 2005 · 2006 · 2007 · 2008 · 2009 · 2010 · 2011 · 2012 · 2013 · 2014 · 2015 · 2016 · 2017 · 2018 · 2019 · 2020 · 2021 · 2022 · 2023 · 2024
Lijst van beklimmingen
 Tour Down Under ·
 Great Ocean Road Race ·
 Abu Dhabi Tour ·
 Omloop Het Nieuwsblad ·
 Strade Bianche ·
 Parijs-Nice · 
 Tirreno-Adriatico · 
 Milaan-San Remo ·
 Ronde van Catalonië ·
 Dwars door Vlaanderen ·
 E3 Harelbeke ·
 Gent-Wevelgem ·
 Ronde van Vlaanderen ·
 Ronde van Baskenland ·
 Parijs-Roubaix ·
 Amstel Gold Race ·
 Waalse Pijl ·
 Luik-Bastenaken-Luik ·
 Ronde van Romandië ·
 Rund um den Finanzplatz Eschborn-Frankfurt ·
 Ronde van Italië ·
 Ronde van Californië ·
 Critérium du Dauphiné ·
 Ronde van Zwitserland ·
 Ronde van Frankrijk ·
 Clásica San Sebastián ·
 Ronde van Polen ·
 RideLondon Classic ·
  BinckBank Tour ·
 Ronde van Spanje ·
 EuroEyes Cyclassics ·
 Bretagne Classic ·
 GP van Quebec ·
 GP van Montreal ·
 Ronde van Lombardije ·
 Ronde van Turkije ·
 Ronde van Guangxi
 Strade Bianche ·
 Ronde van Drenthe ·
 Trofeo Alfredo Binda-Comune di Cittiglio ·
 Gent-Wevelgem ·
 Ronde van Vlaanderen ·
 Amstel Gold Race ·
 Waalse Pijl ·
 Luik-Bastenaken-Luik ·
 Ronde van Chongming ·
 Ronde van Californië ·
 The Women's Tour ·
 Ronde van Italië voor vrouwen ·
 La Course by Le Tour de France ·
 RideLondon Classic ·
 Open de Suède Vårgårda ·
 Ronde van Noorwegen ·
 Bretagne Classic ·
 Boels Rental Ladies Tour ·
 La Madrid Challenge by La Vuelta